# Gornjak FK Chromtau
Gornjak FK Chromtau (kasachisch: Горняк ФК Хромтау; bis 1992 FK Gornjak Chromtau) war ein kasachischer Fußballverein.

## Geschichte
Der Gornjak FK Chromtau wurde 1990 als FK Gornjak Chromtau gegründet. 1992 wurde der Verein in Gornjak FK Chromtau umbenannt.
Die erste Spielzeit hatte Gornjak 1996 in der Premier League. Nach vier Spielen wurden alle Ergebnisse für nichtig erklärt, wofür die Gründe heute noch unklar sind.
Mitten in der Saison 2008 erlitt Gornjak finanzielle Probleme, woraufhin sie aus der Liga zurücktraten. Der Verein ging 2008 pleite. Zu sowjetischer Zeit war der Club in der 3. Liga.

## Erfolge
- 1991: 6. Platz, sowjetische 2. Liga B
- 1993: 3. Platz, Kasachische Liga
- 1992, 1993: Viertelfinale, Kasachischer Pokal
- 2002: 2. Platz in der 1. Liga.